# Бартошевич, Алексей Вадимович
Алексе́й Вади́мович Бартоше́вич (род. 4 декабря 1939, Москва) — советский и российский театровед, театральный критик, историк театра, специалист по творчеству Уильяма Шекспира, преподаватель. Доктор искусствоведения, профессор, заслуженный деятель науки Российской Федерации (1995). Внук актёра В. И. Качалова и актрисы Н. Н. Литовцевой, сын В. В. Шверубовича, основателя постановочного факультета школы-студии МХАТ.

## Биография
Родился 4 декабря 1939 года в Москве.
В 1961 году окончил театроведческий факультет ГИТИСа. В 1964 году окончил в ГИТИСе аспирантуру по кафедре истории зарубежного театра. В 1965 году получил ученую степень кандидата искусствоведения, защитив в ГИТИСе диссертацию на тему «Народно-гуманистические основы комедии Шекспира: вопросы поэтики». Ученик театроведа Г. Н. Бояджиева, литературоведа и шекспироведа А. А. Аникста.
Первоначально занимался исследованием творчества Шекспира , но затем основой научной деятельности Бартошевича стало исследование постановок пьес Шекспира в английском театре. Публиковал статьи на эту тему в сборниках серии «Шекспировские чтения» и в журнале «Театр», затем выпустил книги «Шекспир на английской сцене, конец XIX — первая половина XX в.: Жизнь традиций и борьба идей» (М., 1985, об этом же защитил докторскую диссертацию) и «Шекспир. Англия. XX век» (М., 1994). Продолжал исследовать и творчество Шекспира, особое внимание уделяя поэтике — «Поэтика раннего Шекспира» (М., 1987). В 2003 году вышла книга «„Мирозданью современный“. Шекспир в театре XX века».
В 1985 году стал доктором искусствоведения, защитив диссертацию на тему: «Сценическая история драматургии Шекспира в Англии конца XIX — середины XX вв.: основные этапы и тенденции».
Сделал телепередачи (в основном на канале «Культура») как о постановках Шекспира, современных западных режиссёрах, так и о самом Шекспире («Человек из Стратфорда»).
Заведующий кафедрой истории зарубежного театра РАТИ, заведующий отделом современного западного искусства Государственного института искусствознания. Преподаёт в РАТИ курс истории зарубежного театра, в котором большое место занимает Шекспир и связанные с его творчеством аспекты истории театра. Доктор искусствоведения (1985), профессор (1986), заслуженный деятель науки Российской Федерации (1996). Лауреат премии К. С. Станиславского. Лауреат театральной премии «Чайка» (2004) в номинации «Патриарх». Один из первых лауреатов Российской национальной актёрской премии имени Андрея Миронова «Фигаро» (2011). В 1987—1991 годах был секретарём Союза театральных деятелей СССР.
В 1989—2020 годах — председатель Шекспировской комиссии Научного совета по истории мировой культуры РАН, а также (с 1996 года) член исполкома Международной шекспировской ассоциации.
Алексей Бартошевич «убедительно показал, что литературоведческого исследования Шекспира недостаточно, для более точных выводов необходимо привлечь арсенал театроведческого исследования».
В № 3-4 журнала «Proscaenium. Вопросы театра» от 2012 года А. В. Бартошевич опубликовал статью «О тех, кто приходит нам на смену», где выразил и своё разочарование в работах многих молодых режиссёров, и надежду на то, что, «может быть, и они когда-нибудь доживут до новой великой эпохи русского театра». В 2013 году издательство «Артист. Режиссёр. Художник» выпустило новую книгу Бартошевича «Театральные хроники. Начало XXI века». В ней рассказывается о спектаклях Питера Брука, Льва Додина, Эймунтаса Някрошюса, Петера Штайна, Сергея Женовача, Томаса Остермайера, Юрия Бутусова, Люка Персеваля, Андрия Жолдака, других российских и западных режиссёров.
Лауреат Специальной премии «Золотая маска» «За выдающийся вклад в развитие театрального искусства» (2020).

## Публикации
- Бартошевич А. В. Шекспир на английской сцене Архивная копия от 13 июля 2015 на Wayback Machine, конец XIX — первая половина XX в.: Жизнь традиций и борьба идей. — М., 1985.
- Бартошевич А. В. Поэтика раннего Шекспира. — М., 1987.
- Бартошевич А. В. Шекспир. Англия. XX век Архивная копия от 6 марта 2016 на Wayback Machine. — М., 1994.
- Бартошевич А. В. «Мирозданью современный». Шекспир в театре XX века. — М., 2003.
- Бартошевич А. В. Театральные хроники конца ХХ — начала XXI века. — М., 2013.
- Бартошевич А. В. Для кого написан «Гамлет»: Шекспир в театре. XIX, XX, XXI… — М.: ГИТИС, 2014. — 638 с. — ISBN 978-5-91328-164-7.
- Бартошевич А. В. Хроника шекспировского года // Знание. Понимание. Умение. — 2014. — № 2. — С. 224—235 (архивировано в WebCite).
- Бартошевич А. В. Быт и бытие Уильяма Шекспира. Аудиокнига. Архивная копия от 23 ноября 2020 на Wayback Machine — М.: Vimbo, 2018.